# Liste der denkmalgeschützten Objekte in Dolný Kubín
Die Liste der denkmalgeschützten Objekte in Dolný Kubín enthält die 29 nach slowakischen Denkmalschutzvorschriften geschützten Objekte in der Gemeinde Dolný Kubín im Okres Dolný Kubín.

## Denkmäler
| Foto |                 | Denkmal / č. ÚZPF                                             | Standort / Konskr. Nr.                                                          | Offizielle Beschreibung                         | Beschreibung                                                 | Metadaten                                                                    |
| ---- | --------------- | ------------------------------------------------------------- | ------------------------------------------------------------------------------- | ----------------------------------------------- | ------------------------------------------------------------ | ---------------------------------------------------------------------------- |
| ja   | Datei hochladen | Denkmal(sk) ObjektID: 503-267/0                               | KG: Dolný Kubín Konskr.Nr.:                                                     | SNP                                             | für den Nationalaufstand                                     | č. NKP: 503-267/0 Stand des NKP: 2012-02-08 Name: POMNÍK                     |
| ja   | Datei hochladen | Grab mit Denkmal(sk) ObjektID: 503-2817/1                     | Standort KG: Dolný Kubín Konskr.Nr.:                                            | Hviezdoslav P.O.;1849-1921,básnik               | des Pavol Országh Hviezdoslav, Dichter                       | č. NKP: 503-2817/1 Stand des NKP: 2012-02-08 Name: HROB S POMNÍKOM           |
| ja   | Datei hochladen | Grab mit Denkmal(sk) ObjektID: 503-2817/2                     | KG: Dolný Kubín Konskr.Nr.:                                                     | Matúška J.;1821-1877,spisovateľ                 | des Schriftstellers Janko Matúška (1821-1877)                | č. NKP: 503-2817/2 Stand des NKP: 2012-02-08 Name: HROB S POMNÍKOM           |
| ja   | Datei hochladen | Handwerkerhaus(sk) ObjektID: 503-2069/0                       | Gacelská cesta 3 Standort KG: Dolný Kubín Konskr.Nr.: 1755                      | solitér;Florinov dom                            | Haus Florin                                                  | č. NKP: 503-2069/0 Stand des NKP: 2012-02-08 Name: DOM REMESELNÍCKY          |
| ja   | Datei hochladen | Denkmal(sk) ObjektID: 503-271/0                               | Hviezdoslavovo nám. Standort KG: Dolný Kubín Konskr.Nr.:                        | Hviezdoslav P.O.;1849-1921,básnik               | für den Schriftsteller Pavol Országh Hviezdoslav             | č. NKP: 503-271/0 Stand des NKP: 2012-02-08 Name: POMNÍK                     |
| ja   | Datei hochladen | Gedenkstätte(sk) ObjektID: 503-2815/0                         | Hviezdoslavovo nám. Standort KG: Dolný Kubín Konskr.Nr.:                        | sov.armáda                                      | für die Sovietarmee                                          | č. NKP: 503-2815/0 Stand des NKP: 2012-02-08 Name: PAMÄTNÍK                  |
| ja   | Datei hochladen | Rathaus(sk) ObjektID: 503-3510/0                              | Hviezdoslavovo nám. 2 Standort KG: Dolný Kubín Konskr.Nr.: 1651                 | Mestský úrd                                     | Stadtbüro                                                    | č. NKP: 503-3510/0 Stand des NKP: 2012-02-08 Name: RADNICA                   |
| ja   | Datei hochladen | Museum(sk) ObjektID: 503-217/0                                | Hviezdoslavovo nám. 7 Standort KG: Dolný Kubín Konskr.Nr.: 1692                 | Hviezdoslav P.O.;Bibliot.Caploviciana           | Museum Hviezdoslav, Bibliothek Caploviciana                  | č. NKP: 503-217/0 Stand des NKP: 2012-02-08 Name: MÚZEUM                     |
| ja   | Datei hochladen | Gedenkkomitatshaus(sk) ObjektID: 503-218/1                    | Hviezdoslavovo nám. 11 Standort KG: Dolný Kubín Konskr.Nr.:                     | SNP-mobilizácia                                 | für die Nationalaufstandsmobilisierung                       | č. NKP: 503-218/1 Stand des NKP: 2012-02-08 Name: DOM ŽUPNÝ PAMÄTNÝ          |
| ja   | Datei hochladen | Gedenktafel(sk) ObjektID: 503-218/2                           | Hviezdoslavovo nám. 11 Standort KG: Dolný Kubín Konskr.Nr.:                     | padlí v SNP+mobilizácia;SNP-mobilizácia,padlí   | für die Opfer des Nationalaufstandes und die Mobilisierung   | č. NKP: 503-218/2 Stand des NKP: 2012-02-08 Name: TABUĽA PAMÄTNÁ             |
| ja   | Datei hochladen | Gedenkhaus(sk) ObjektID: 503-270/1                            | Hviezdoslavovo nám. 22 Standort KG: Dolný Kubín Konskr.Nr.: 1660                | Hviezdoslav P.O.;Dom švagra P.O.Hviezdoslava    | für P. O. Hviezdoslav, Haus seines Schwagers                 | č. NKP: 503-270/1 Stand des NKP: 2012-02-08 Name: DOM PAMÄTNÝ                |
| ja   | Datei hochladen | Gedenktafel(sk) ObjektID: 503-270/2                           | Hviezdoslavovo nám. 22 Standort KG: Dolný Kubín Konskr.Nr.: 1660                | Hviezdoslav P.O.;1849-1921,básnik               | für P. O. Hviezdoslav                                        | č. NKP: 503-270/2 Stand des NKP: 2012-02-08 Name: TABUĽA PAMÄTNÁ             |
| ja   | Datei hochladen | Gedenkhaus(sk) ObjektID: 503-269/1                            | Hviezdoslavovo nám. 32 Standort KG: Dolný Kubín Konskr.Nr.: 1665                | Jégé Nádaši L.;Rodný dom L.N.Jégého             | Geburtshaus von Ladislav Nádaši-Jégé                         | č. NKP: 503-269/1 Stand des NKP: 2012-02-08 Name: DOM PAMÄTNÝ                |
| ja   | Datei hochladen | Gedenktafel(sk) ObjektID: 503-269/2                           | Hviezdoslavovo nám. 32 Standort KG: Dolný Kubín Konskr.Nr.: 1665                | Jégé Nádaši L.;1866-1940,spisovateľ             | für Ladislav Nádaši-Jégé, Schriftsteller                     | č. NKP: 503-269/2 Stand des NKP: 2012-02-08 Name: TABUĽA PAMÄTNÁ             |
| ja   | Datei hochladen | Denkmal(sk) ObjektID: 503-3110/0                              | Kohútov sad KG: Dolný Kubín Konskr.Nr.:                                         | Matúška J.;1821-1877,spisovateľ                 | für den Schriftsteller Janko Matúška                         | č. NKP: 503-3110/0 Stand des NKP: 2012-02-08 Name: PAMÄTNÍK                  |
|      | Datei hochladen | Plastik(sk) ObjektID: 503-3111/0                              | Matúškova ul. 6 KG: Dolný Kubín Konskr.Nr.: 1648                                | Matúška J.;Nápis na kameni                      | des Janko Matúška, die Inschrift auf dem Stein               | č. NKP: 503-3111/0 Stand des NKP: 2012-02-08 Name: PLASTIKA                  |
| ja   | Datei hochladen | Kirche(sk) ObjektID: 503-216/0                                | Radlinského ul. 1 Standort KG: Dolný Kubín Konskr.Nr.: 1749                     | r.k.sv.Kataríny                                 | römisch-katholische Kirche St. Katharina                     | č. NKP: 503-216/0 Stand des NKP: 2012-02-08 Name: KOSTOL                     |
| ja   | Datei hochladen | Gedenkstätte mit Tafel(sk) ObjektID: 503-2819/0               | Radlinského ul. 10 Standort KG: Dolný Kubín Konskr.Nr.:                         | Radlinský Andrej;1817-1879,nár.dejateľ,jazykove | für Andrej Ľudovít Radlinský, Schriftsteller und Geistlicher | č. NKP: 503-2819/0 Stand des NKP: 2012-02-08 Name: MIESTO PAMÄTNÉ S PAM.TAB. |
| ja   | Datei hochladen | Schloss(sk) ObjektID: 503-2762/0                              | 6-8 Standort KG: Malý Bysterec Konskr.Nr.: 1012-1013                            | Smrecsanyovský kaštieľ                          | Herrenhaus Smrecsany                                         | č. NKP: 503-2762/0 Stand des NKP: 2012-02-08 Name: KAŠTIEĽ                   |
| BW   | Datei hochladen | Park(sk) ObjektID: 503-231/2                                  | Mokraďská ul. Standort KG: Mokraď Konskr.Nr.:                                   |                                                 |                                                              | č. NKP: 503-231/2 Stand des NKP: 2012-02-08 Name: PARK                       |
| BW   | Datei hochladen | Schloss(sk) ObjektID: 503-231/1                               | Mokraďská ul. 56-58 Standort KG: Mokraď Konskr.Nr.: 603                         | Sirotinec,Abaffyovský kaštieľ                   | Herrenhaus Abaffy                                            | č. NKP: 503-231/1 Stand des NKP: 2012-02-08 Name: KAŠTIEĽ                    |
| ja   | Datei hochladen | Getreidespeicher(sk) ObjektID: 503-2085/0                     | 0 Standort KG: Srňacie Konskr.Nr.:                                              | zrubová                                         | rustikal                                                     | č. NKP: 503-2085/0 Stand des NKP: 2012-02-08 Name: SÝPKA                     |
| ja   | Datei hochladen | Gebäude in regionaltypischem Baustil(sk) ObjektID: 503-1594/0 | 10 Standort KG: Srňacie Konskr.Nr.: 10                                          | zrubový                                         | rustikal                                                     | č. NKP: 503-1594/0 Stand des NKP: 2012-02-08 Name: DOM ĽUDOVÝ                |
| ja   | Datei hochladen | Gebäude in regionaltypischem Baustil(sk) ObjektID: 503-1592/0 | 11 Standort KG: Srňacie Konskr.Nr.: 11                                          | zrubový                                         | rustikal                                                     | č. NKP: 503-1592/0 Stand des NKP: 2012-02-08 Name: DOM ĽUDOVÝ                |
|      | Datei hochladen | Höhenburg(sk) ObjektID: 503-302/0                             | 0 KG: Veľký Bysterec Konskr.Nr.:                                                | skúmané;Tŕniny                                  | untersucht                                                   | č. NKP: 503-302/0 Stand des NKP: 2012-02-08 Name: HRADISKO VÝŠINNÉ           |
|      | Datei hochladen | Landsitz(sk) ObjektID: 503-2070/0                             | Záskalická ul. 16-17 KG: Záskalie Konskr.Nr.: 16-17                             | Zhontágovská kúria, sýpka                       | Villa Zhontágov, Getreidespeicher                            | č. NKP: 503-2070/0 Stand des NKP: 2012-02-08 Name: KÚRIA                     |
| ja   | Datei hochladen | Gebäude in regionaltypischem Baustil(sk) ObjektID: 503-2820/1 | Ulica Andreja Halašu, č. 55, Záskalie, Dolný kubín KG: Záskalie Konskr.Nr.: 729 | Halaša A.;Rodný dom A.Halašu                    | Geburtshaus des Andrej Halaša                                | č. NKP: 503-2820/1 Stand des NKP: 2012-02-08 Name: DOM ĽUDOVÝ PAMÄTNÝ        |
| ja   | Datei hochladen | Gedenktafel(sk) ObjektID: 503-2820/2                          | Ulica Andreja Halašu, č. 55, Záskalie, Dolný kubín KG: Záskalie Konskr.Nr.: 729 | Halaša A.;1852-1913,etnograf                    | für A. Halaša, Ethnograph                                    | č. NKP: 503-2820/2 Stand des NKP: 2012-02-08 Name: TABUĽA PAMÄTNÁ            |
| ja   | Datei hochladen | Hölzerner Glockenturm(sk) ObjektID: 503-2068/0                | Ulica Andreja Halašu, č. 59, Záskalie, Dolný kubín KG: Záskalie Konskr.Nr.: 727 |                                                 |                                                              | č. NKP: 503-2068/0 Stand des NKP: 2012-02-08 Name: ZVONICA DREVENÁ           |

## Legende
Die Tabelle enthält im Einzelnen folgende Informationen:
| Foto:                    | Fotografie des Denkmals. |
| Denkmal / č. ÚZPF:       | Die Übersetzung der Bezeichnung des Denkmals, wie sie vom Slowakischen Denkmalamt (Pamiatkový úrad Slovenskej republiky) verwendet wird. Die Originalbezeichnung ist unter dem Fragezeichen angegeben. Fehlt die Übersetzung, so wird die Originalbezeichnung direkt angezeigt. Weiters ist die Objekt-Identifikationsnummer (Objekt ID) angeführt. Sie ist die offizielle, in der Slowakei eindeutige Nummer č. ÚZPF inklusive der zugehörigen Zählnummer, wie sie in den Daten des Denkmalamtes angegeben wird. Da diese nur innerhalb eines Landkreises gezählt wird, ist dessen Nummer der Denkmalnummer vorangestellt. |
| Standort:                | Wenn in der Liste vorhanden, ist die Adresse angegeben. In Klammern kann sich noch eine zusätzliche Adresse befinden, wenn es beispielsweise ein Eckhaus ist. Bei freistehenden Objekten ohne Adresse (zum Beispiel bei Bildstöcken) ist eine Adresse angegeben, die in der Nähe des Objekts liegt. Durch Aufruf des Links Standort wird die Lage des Denkmals in verschiedenen Kartenprojekten angezeigt. Darunter sind die Katastralgemeinde (KG) und, wenn vorhanden, die Konskriptionsnummer (Konskr. Nr.) angegeben.                                                                                                   |
| Offizielle Beschreibung: | Es ist die Kurzbeschreibung auf Slowakisch, wie sie in den offiziellen Listen angegeben ist, eingetragen. |
| Beschreibung:            | Kurze Angaben zum Denkmal auf Deutsch. |
| Metadaten:               | Zusätzlich werden, wenn in den persönlichen Einstellungen das Helferlein Dauerhaftes Einblenden von Metadaten aktiviert ist, ebensolche angezeigt. |

- Karte mit allen Koordinaten:
- OSM |
- WikiMap